# Скерешово
Скерешово (слч. Skerešovo) насељено је мјесто са административним статусом сеоске општине (слч. obec) у округу Ревуца, у Банскобистричком крају, Словачка Република.

## Становништво
| Година:    | 1994. | 2004.    | 2014.   | 2024.    |
| ---------- | ----- | -------- | ------- | -------- |
| Број људи: | 260   | 229      | 245     | 210      |
| Разлика:   |       | -11,92 % | +6,98 % | -14,28 % |

| Година:    | 2023. | 2024.   |
| ---------- | ----- | ------- |
| Број људи: | 215   | 210     |
| Разлика:   |       | -2,32 % |

Према подацима о броју становника из 2011. године насеље је имало 244 становника.